# (2645) Daphne Plane
(2645) Daphne Plane est un astéroïde de la ceinture principale.

## Description
(2645) Daphne Plane est un astéroïde de la ceinture principale. Il fut découvert le 30 août 1976 à l'observatoire Palomar par Eleanor Francis Helin. Il présente une orbite caractérisée par un demi-grand axe de 2,39 UA, une excentricité de 0,11 et une inclinaison de 13,8° par rapport à l'écliptique.

## Compléments